# 麦芽厂站
麦芽厂站（法語：Gare de Germoir）是比利時布鲁塞尔首都大区伊克塞勒的鐵路車站，位于161A号铁路上，得名于附近的麦芽厂街（rue du Germoir/Mouterijstraat）。该站于2007年作为布鲁塞尔城市快铁项目的一部分而创建，直到2015年底才投入使用。

## 列车服务
该站提供以下列车服务：
- 布鲁塞尔城市快铁（法语：Réseau express régional bruxellois） (S5) 昂吉安 - 哈勒 - 埃特贝克 - 梅赫伦（周一至周五）
- 布鲁塞尔城市快铁 (S9) 鲁汶 - 布鲁塞尔舒曼 - 布赖讷拉勒（周一至周五）
- 布鲁塞尔城市快铁 (S5) 哈勒 - 埃特贝克 - 梅赫伦（周末）